# توپ تزار
توپ تزار (به روسی: Царь-пушка) یک عراده توپ منحصربه‌فرد و بسیار بزرگ است که به صورت نمادین در روسیه تزاری ساخته شده است. طول توپ ۵٫۳۴ متر و قطر خارجی لوله ۱٫۲۰ متر است. این جنگ‌افزار در سال ۱۵۸۶ توسط استاد روسی آندری چوخوف ریخته‌گری شد؛ اما عمدتاً تأثیری نمادین داشت و هرگز در یک جنگ استفاده نشد. طبق رکوردهای جهانی گینس، توپ تزار بزرگ‌ترین توپ از نظر اندازه کالیبر در جهان است. این توپ یکی از جاذبه‌های گردشگری در مسکو است که امروزه در محوطه کاخ کرملین برای نمایش در معرض دید بازدیدکنندگان قرار گرفته است.